# Internazionali di Tennis di Baviera 1989
Gli Internazionali di Tennis di Baviera 1989 sono stati un torneo di tennis giocato sulla terra rossa. È stata la 74ª edizione del BMW Open, facente parte del Nabisco Grand Prix 1989. Si è giocato a Monaco di Baviera in Germania, dall'1 al 7 maggio 1989.

## Campioni

### Singolare
Andrej Česnokov ha battuto in finale  Martin Střelba con il punteggio di 5–7, 7–6, 6–2

### Doppio
Javier Sánchez /  Balázs Taróczy hanno battuto in finale  Peter Doohan /  Laurie Warder con il punteggio di 7–6, 6–3